# Northfield (Village)
Northfield ist ein Village in der Town Northfield im Washington County des Bundesstaates Vermont in den Vereinigten Staaten mit 3757 Einwohnern (laut Volkszählung von 2020). Northfield liegt im Zentrum der Town Northfield. Die Verwaltungen der Town und des Villages wurden im Jahr 2014 zusammengelegt, so dass seitdem beide Gebiete gemeinsam verwaltet werden. Die Vermont State Route 12 verläuft in nördlicher Richtung durch das Village. Sie folgt dem Verlauf des Dog Rivers, einem Zufluss des Winooski Rivers.

## Geschichte

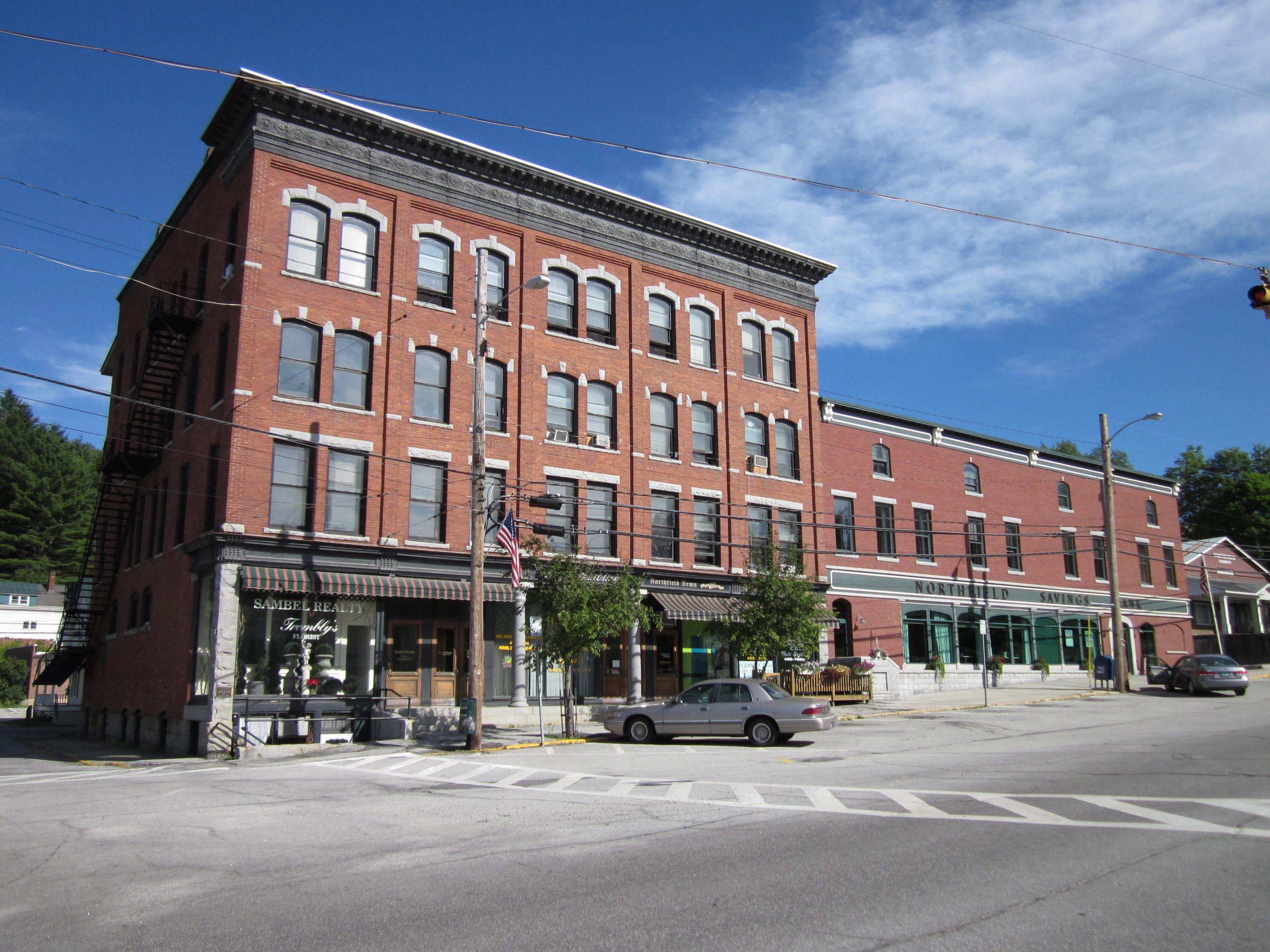
Mayo Building

Northfield wurde am 6. November 1780 zur Besiedlung ausgerufen. Die Besiedlung des Gebietes startete im Mai 1785. Die konstituierende Versammlung der Town wurde bereits neun Jahre später, 1794, abgehalten und somit die politisch selbständige Gemeinde gegründet. Mit eigenständigen Rechten wurde das Village Northfield im Jahr 1855 versehen.
Am 10. Oktober 1848 eröffnete die Bahnstrecke Windsor–Burlington ihren ersten Bahnhof im Ort. Aufgrund der zentralen Lage entstand hier das erste Central Vermont Rail Depot, das betriebliche und verwaltungstechnische Zentrum der Central Vermont Railway. Dies trug wesentlich zur Entwicklung der Town bei. Südlich des Villages befindet sich der Campus der Norwich University.
Das am Depot Square im Village Northfield gelegene Mayo Building wurde 1902 errichtet und wird seit 1983 im National Register of Historic Places gelistet.

### Einwohnerentwicklung
| Jahr      | 1800 | 1810 | 1820 | 1830 | 1840 | 1850 | 1860 | 1870 | 1880 | 1890 |
| --------- | ---- | ---- | ---- | ---- | ---- | ---- | ---- | ---- | ---- | ---- |
| Einwohner |      |      |      |      |      |      |      |      | 1313 | 1222 |
| Jahr      | 1900 | 1910 | 1920 | 1930 | 1940 | 1950 | 1960 | 1970 | 1980 | 1990 |
| Einwohner | 1508 | 1918 | 1916 | 2075 | 2129 | 2262 | 2159 | 2139 | 2033 | 1889 |
| Jahr      | 2000 | 2010 | 2020 | 2030 | 2040 | 2050 | 2060 | 2070 | 2080 | 2090 |
| Einwohner | 3208 | 2101 | 3757 |      |      |      |      |      |      |      |

Volkszählungsergebnis Northfield Village, Vermont